# Henrique de Laborde de Monpezat
Henrique (nascido Henrique Maria João André de Laborde de Monpezat; Talence, 11 de junho de 1934 – Copenhague, 13 de fevereiro de 2018) foi o marido e consorte real da rainha Margarida II da Dinamarca. Ele e a então princesa herdeira se casaram em 1967 e mantiverem união conjugal até início de 2018, quando Henrique faleceu. O casal teve dois filhos, o rei Frederico X e o príncipe Joaquim. Ele foi por muitos anos nomeado Príncipe Consorte da Dinamarca, mas em 2016, a um pedido seu, abandonou o título.

## Vida
Nascido em Talence, na periferia de Bordeaux, era filho do conde André de Laborde de Monpezat (1907-1998), jornalista e agricultor, e de sua esposa, nascida Renée Doursennot (1908-2001).
Passou os seus primeiros cinco anos no Vietname, então Indochina, onde o seu pai cuidava dos interesses da família nas empresas industriais fundadas por seu avô na virada do século.
Em 1939 a família retornou à residência familiar Le Cayrou, em Cahors, onde permaneceu até 1950, tendo recebido instrução em casa até 1947, no período 1948-1950, frequentou a escola secundária em Cahors.
Retornou a Hanói em 1950 e ali concluiu os estudos secundários em 1952. Entre 1952 e 1957 estudou direito e ciências políticas na Sorbonne, Paris e, simultaneamente, chinês e vietnamita na École nationale des langues orientales vivantes (Escola Nacional de Línguas Orientais Vivas). Também estudou línguas orientais em Hong Kong, em 1957, e em Saigon, em 1958.
Depois de prestar o serviço militar na Argélia, de 1959 a 1962, trabalhou no Departamento da Ásia do Ministério dos Negócios Estrangeiros da França, em 1962, e foi secretário da embaixada da França em Londres, de 1963 a 1967.
Em junho de 1967, casou-se com a princesa Margarida da Dinamarca, a então herdeira do trono. A cerimônia do casamento teve lugar no Holmens Kirke (a Igreja Naval) e a festa do casamento foi realizada no Palácio de Fredensborg.
O príncipe Henrique foi presidente da associação Europa Nostra, que se ocupa da defesa do patrimônio arquitetônico europeu, da WWF e da Cruz Vermelha dinamarquesa. Também se ocupou da produção vitícola no Château de Cayx, na região de Cahors, na França.

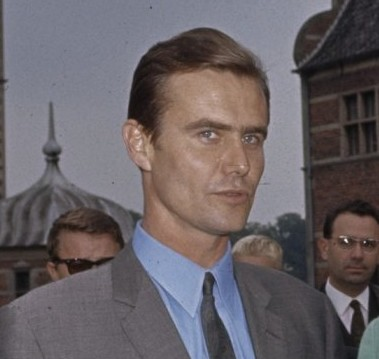
Henrique em 1966

### Controvérsias com a Casa Real
As primeiras polêmicas do príncipe começaram ainda em 2002, quando ele reclamou de sua posição na Casa Real. “Não quero ser o terceiro em importância”, disse, referindo-se a seu filho mais velho, herdeiro da coroa, como segundo em importância e substituto da rainha nas funções oficiais.
Em meados de 2014, o príncipe voltou a reclamar, dizendo que gostaria de ser “Rei Consorte” e não “Príncipe Consorte”. A rainha anunciou em seu discurso de Ano Novo em 2016, que ele tinha decidido abrir mão do título de “Consorte” e que passaria a ser chamado apenas de “Príncipe Henrique”. No mesmo discurso, ela também anunciou a aposentadoria do marido.
Em agosto de 2017, novos escândalos envolveram Henrique, que declarou que não gostaria de ser enterrado ao lado de sua esposa, a rainha, porque não tinha o título de “Rei”. Dias depois desta declaração, ele também disse que a esposa estava brincando com ele.

### Problemas de saúde e morte
Em 6 de setembro de 2017, através de um comunicado oficial, a casa real anunciou que Henrique sofria de demência. "A doença está progredindo mais rapidamente do que seria de se esperar para sua idade", dizia parte do anúncio.
Faleceu em 13 de fevereiro de 2018, no Palácio de Fredensborg, ao norte de Copenhague, ao lado da rainha e de seus filhos.

## Títulos e Brasões

### Títulos e estilos
- 11 de junho de 1934 – 10 de junho de 1967: Conde Henrique de Laborde de Monpezat
- 10 de junho de 1967 – 2005: Sua Alteza Real, o Príncipe Henrique da Dinamarca
- 2005 – 14 de abril de 2016: Sua Alteza Real, o Príncipe Consorte da Dinamarca
- 14 de abril de 2016 – 13 de fevereiro de 2018: Sua Alteza Real, o Príncipe Henrique da Dinamarca

### Conde de Laborde de Monpezat
O título de Conde de Laborde de Monpezat concedido em 16 de agosto de 1648 por cartas patentes de enobrecimento foram emitidos pelo rei Luís XIV de França em 1655. O atual detentor do título nobre envolveu-se numa disputa que tinha por base direito nobiliárquico, concrectamente, regras tradicionais monárquicas. Segundo estas normas de direito nobiliárquico, através da adesão da sua família ao trono dinamarquês, Henrique poria fim ao poder da  Casa de Glücksburg na Dinamarca, e, supostamente, o seu título nobiliárquico daria origem a uma nova casa real dinamarquesa, ou, como alternativa, o seu título nobiliárquico deveria ser acrescentado ao nome dinástico Oldemburgo-Glücksburg. O príncipe Henrique mencionara essa possibilidade, já em 1996, no seu livro de memórias então publicado, onde afirmava: "Aquando da futura geração Regia, é possível, e provável, que o sobrenome 'Monpezat' receba aprovação para ser adicionado ao nome dinástico ‘’Oldenbourg-Glücksbourg'". Ao ser entrevistado pelo jornal francês Point de Vue, em outubro de 2005, Henrique levantou a questão logo após o nascimento do primeiro filho, do príncipe herdeiro Frederico, o príncipe Cristiano, que deve, segundo as normas de sucessão nobiliárquica, herdar a coroa dinamarquesa. A princesa Isabel referiu recentemente em público: "E também o torna muito orgulhoso e feliz que 'Monpezat' seja um dia adicionado ao nome dinástico da casa real Dinamarquesa, estes meus pequenos netos como príncipes da Dinamarca. "É uma grande alegria para mim que as minhas raízes francesas também sejam lembradas e transmitidas à geração futura."
Em 30 de abril de 2008, o título de "Conde de Monpezat" (em dinamarquês: Greve af Monpezat) foi concedido pela rainha Margarida II aos seus dois filhos (e por consequência hereditária à geração dos seus netos). Um brasão de armas diferente das armas reais da Dinamarca, um escudo Laborde-Monpezat e uma coroa principesca foram criados, embora o príncipe herdeiro continue a ostentar as armas reais diferenciadas com a sua própria coroa.